# Saccopetalum prolificum
Espèce
Classification APG III (2009)
Synonymes
- Miliusa tectona C.E. Parkinson[2]
- Saccopetalum arboreum Elmer[2]
- Saccopetalum horsfieldii Bennett[2]
- Saccopetalum lineatum W. G. Craib[2]
- Saccopetalum prolificum (Chun & F.C. How) Tsiang[2]
- Saccopetalum unguiculatum Fisch.[2]

Statut de conservation UICN

 VU A2c : Vulnérable
Saccopetalum prolificum est une espèce de plantes à fleurs de la famille des Annonaceae trouvée en Asie et en Océanie (Îles Andaman, Îles Nicobar, sud-est de la Chine, Hainan, Laos, Péninsule Malaise, Birmanie, Philippines, Nouvelle-Guinée, Célèbes, Java, Sumatra, Molluques, Thaïlande, Queensland).
Selon Plants of the World Online, c'est un synonyme de Miliusa horsfieldii.

## Publication originale
- Acta Phytotaxonomica Sinica 9(4): 380–382, pl. 37, f. 2. 1964.